# Артур Вернер
Артур Вернер (нім. Arthur Werner; 15 квітня 1877, Берлин — 27 липня 1967, Берлин) — німецький інженер. Перший обер-бургомістр Берліна після Другої світової війни.
Отримавши атестат зрілості в 1898 році Він вивчав юриспруденцію в Берлінському університеті, потім перевівся у Вищу технічну школу в Шарлоттенбурзі. У 1907 році отримав диплом інженера і відкрив приватну технічну школу. У 1912 році він захистив дисертацію у Вищій технічній школі в Данцігу (Гданська політехніка). Брав участь у Першій світовій війні, отримав важке поранення в 1916 році. У січні-листопаді 1932 року перебував у НСРПН. У 1942 році був змушений закрити свою школу і відмовитися від викладацької роботи через те, що навчав євреїв.
17 травня 1945 року безпартійний Артур Вернер був призначений радянським комендантом обер-бургомістром Берліна. Після перших вільних виборів, що відбулися в Берліні 20 жовтня 1946 року, Артур Вернер поступився свіїм постом соціал-демократу Отто Островському.
Похований на Парковому кладовищі Ліхтерфельде.